# Gagea shmakoviana
Gagea shmakoviana är en liljeväxtart som beskrevs av Igor Germanovich Levichev. Gagea shmakoviana ingår i Vårlökssläktet och i familjen liljeväxter.
Artens utbredningsområde är Altai. Inga underarter finns listade.